# Carlos Ferreira (piłkarz)
João Carlos Ferreira (ur. 24 sierpnia 1980 w Ettelbrucku) – piłkarz luksemburski grający na pozycji pomocnika.

## Kariera klubowa
Ferreira jest zawodnikiem klubu Etzella Ettelbruck, w którym nieprzerwanie występuje od początku profesjonalnej kariery.

## Kariera reprezentacyjna
Ferriera w reprezentacji Luksemburga zadebiutował 30 marca 2005 roku w meczu El. MŚ przeciwko Łotwie. Na boisku przebywał przez pełne 90 minut. Do tej pory rozegrał 20 meczów w reprezentacji (stan na 22 czerwca 2013).
| Mecze i gole w reprezentacji | Mecze i gole w reprezentacji | Mecze i gole w reprezentacji | Mecze i gole w reprezentacji  | Mecze i gole w reprezentacji | Mecze i gole w reprezentacji | Mecze i gole w reprezentacji |
| #                            | Data                         | Stadion                      | Rywal                         | Wynik                        | Gol                          | Rozgrywki                    |
| 2005                         | 2005                         | 2005                         | 2005                          | 2005                         | 2005                         | 2005                         |
| ---------------------------- | ---------------------------- | ---------------------------- | ----------------------------- | ---------------------------- | ---------------------------- | ---------------------------- |
| 1.                           | 30.03.2005                   | Ryga, Łotwa                  | Łotwa                         | 0:4                          | 0                            | El. MŚ 2006                  |
| 2006                         |                              |                              |                               |                              |                              |                              |
| 2.                           | 01.03.2006                   | Luksemburg, Luksemburg       | Belgia                        | 0:2                          | 0                            | towarzyski                   |
| 3.                           | 03.06.2006                   | Metz, Francja                | Portugalia                    | 0:3                          | 0                            | towarzyski                   |
| 4.                           | 08.06.2006                   | Luksemburg, Luksemburg       | Ukraina                       | 0:3                          | 0                            | towarzyski                   |
| 5.                           | 16.08.2006                   | Luksemburg, Luksemburg       | Turcja                        | 0:1                          | 0                            | towarzyski                   |
| 6.                           | 02.09.2006                   | Luksemburg, Luksemburg       | Holandia                      | 0:2                          | 0                            | El. ME 2008                  |
| 7.                           | 06.09.2006                   | Hesperange, Luksemburg       | Łotwa                         | 0:0                          | 0                            | towarzyski                   |
| 8.                           | 11.10.2006                   | Luksemburg, Luksemburg       | Nigeria                       | 0:1                          | 0                            | El. ME 2008                  |
| 9.                           | 15.11.2006                   | Luksemburg, Luksemburg       | Togo                          | 0:0                          | 0                            | towarzyski                   |
| 2007                         |                              |                              |                               |                              |                              |                              |
| 10.                          | 24.03.2007                   | Luksemburg, Luksemburg       | Białoruś                      | 1:2                          | 0                            | El. ME 2008                  |
| 11.                          | 28.03.2007                   | Piatra Neamț, Rumunia        | Rumunia                       | 0:3                          | 0                            | El. ME 2008                  |
| 12.                          | 02.06.2007                   | Tirana, Albania              | Albania                       | 0:2                          | 0                            | El. ME 2008                  |
| 13.                          | 22.08.2007                   | Luksemburg, Luksemburg       | Gruzja                        | 0:0                          | 0                            | towarzyski                   |
| 14.                          | 08.09.2007                   | Luksemburg, Luksemburg       | Słowenia                      | 0:3                          | 0                            | El. ME 2008                  |
| 15.                          | 13.10.2007                   | Homel, Białoruś              | Białoruś                      | 1:0                          | 1                            | El. ME 2008                  |
| 16.                          | 17.10.2007                   | Luksemburg, Luksemburg       | Rumunia                       | 0:2                          | 0                            | El. ME 2008                  |
| 2008                         |                              |                              |                               |                              |                              |                              |
| 17.                          | 30.01.2008                   | Rijad, Arabia Saudyjska      | Arabia Saudyjska              | 1:2                          | 0                            | towarzyski                   |
| 18.                          | 27.05.2008                   | Luksemburg, Luksemburg       | Republika Zielonego Przylądka | 1:1                          | 0                            | towarzyski                   |
| 2009                         |                              |                              |                               |                              |                              |                              |
| 19.                          | 01.04.2009                   | Ryga, Łotwa                  | Łotwa                         | 0:2                          | 0                            | El. MŚ 2010                  |
| 20.                          | 14.11.2009                   | Luksemburg, Luksemburg       | Islandia                      | 1:1                          | 0                            | towarzyski                   |

## Sukcesy
- Puchar Luksemburga: 2001 (Etzella)